# Tema (distrito bizantino)
Tema (em grego: θέμα; romaniz.: théma; pl. θέματα, thémata) foram as principais divisões administrativas do Império Bizantino Médio (610–1204), criadas em meados do século VII no rescaldo das conquistas muçulmanas de partes do território bizantino. Substituíram o antigo sistema provincial estabelecido por Diocleciano (r. 284–305) e Constantino, o Grande (r. 306–337).
Em sua origem, os primeiros temas foram criados a partir das áreas de acampamentos dos exércitos de campo do exército romano oriental, e seus nomes correspondem às unidades militares que existiram naquelas áreas. O sistema de temas alcançou seu apogeu nos séculos IX e X, com temas mais antigos sendo divididos e novos sendo criados em territórios conquistados. O sistema de temas original passou por mudanças significativas nos séculos XI e XII, mas o termo permaneceu em uso como uma circunscrição provincial e financeira, até o final do império.

## História

### Antecedentes

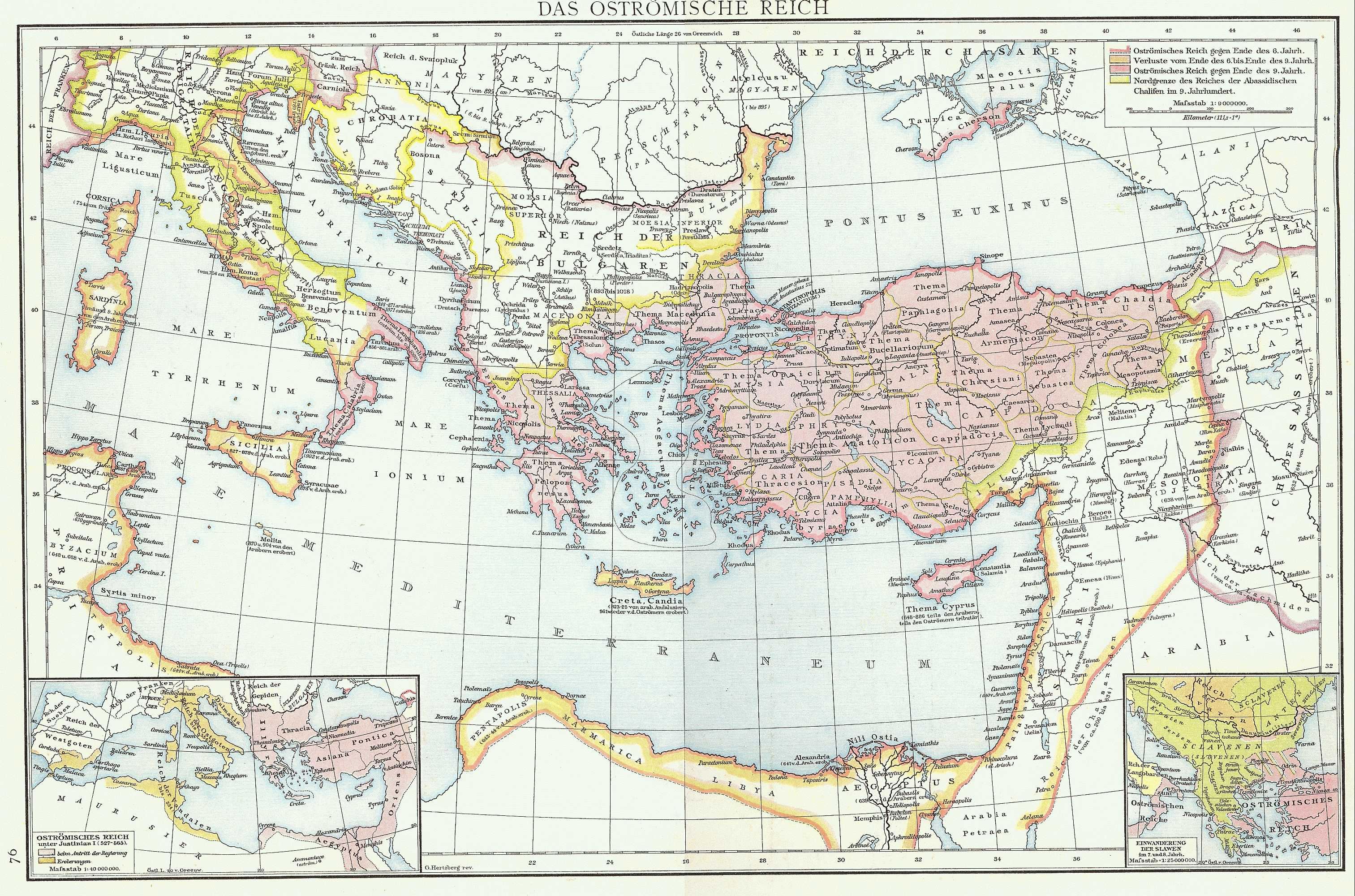
Extensão do Império Bizantino em ca. 600 e ca. 900, incluindo os temas de data posterior

Durante o final do século VI e começo do século VIII, o Império Romano do Oriente estava sob frequente ataque de todos os lados. O Império Sassânida esta pressionando do Oriente na Síria, Egito e Anatólia. Eslavos e ávaros invadiram a Grécia e assentaram-se nos Bálcãs. Os lombardos ocuparam o norte da Itália, em grande parte sem oposição. De modo a enfrentar a pressão, nas mais distantes províncias do Ocidente, recentemente readquiridas por Justiniano (r. 527–565), o imperador Maurício (r. 582–602) combinou a autoridade civil e militar suprema na pessoa de um exarca, formando os exarcados de Ravena e África. Estes desenvolvimentos anularam a estrita divisão dos ofícios civis e militares, que tinham sido um dos pilares da reforma de Diocleciano (r. 284–305). Em essência, contudo, eles meramente reconheceram e formalizaram a maior proeminência do general local, ou mestre dos soldados (magister militum), sobre o respectivo prefeito pretoriano civil como um resultado da situação de segurança precária das províncias.
Esta tendência já tinha sido destaque em algumas das reformas administrativas de Justiniano nos anos 530. Justiniano deu autoridade militar para os governadores de províncias individuais atormentadas pelo banditismo na Ásia Menor, mas mais importante, ele também criou a excepcional circunscrição combinada militar-civil do Questorado do exército e aboliu a civil Diocese do Egito, colocando um duque com autoridade combinada como chefe de cada uma das antigas províncias da diocese. Contudo, em muito do império, o antigo sistema continuou a funcionar até os anos 640, quando a parte oriental do império colapsou sob a investida do Califado Ortodoxo. A rápida conquista muçulmana da Síria e Egito e as consequentes perdas bizantinas em mão de obra e território significaram que o império encontrou-se lutando para sobreviver. De modo a responder a esta crise sem precedentes, o império foi drasticamente reorganizado. O remanescente território imperial na Ásia Menor foi dividido em quatro grandes temas, e embora alguns elementos da antigo sistema civil sobreviveram, eles foram subordinados ao general governante ou estratego.

### Origens

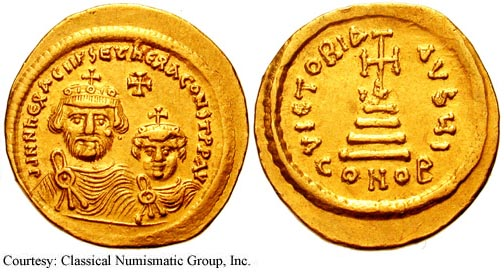
Soldo do imperador Heráclio r.

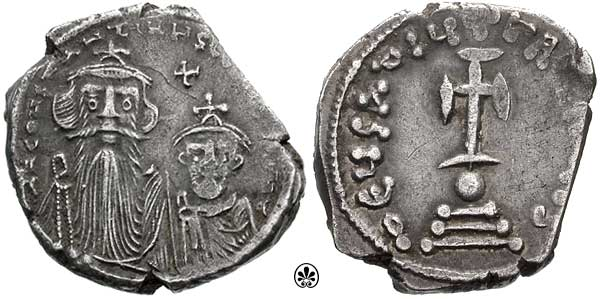
Hexagrama de Constante II r. e Constantino IV r.

A origem e natureza inicial dos temas foi pesadamente disputada pelos estudiosos. O nome théma é de etimologia incerta: tem sido sugerido que provém do túrquico cazar tūmān, "dez mil homens", mas muitos estudiosos seguem Constantino VII Porfirogênito (r. 913–959), que registra que é originário do grego thesis (localização). A data da criação deles é também incerta. Durante a maior parte do século XX, o estabelecimento dos temas foi atribuído ao imperador Heráclio (r. 610–641), durante a última das guerras bizantino-sassânidas. Mais notadamente entre os apoiantes desta tese estava George Ostrogorsky que baseou esta opinião em um extrato da crônica de Teófanes, o Confessor mencionando a chegada de Heráclio "na terra dos temas" pelo ano 622. De acordo com Ostrogorsky isto "mostra que o processo de estabelecer tropas (temas) em áreas específicas da Ásia Menor já começou neste período." Esta visão, todavia, tem sido contestada por outros historiadores, e os estudiosos mais recentes datam a criação deles mais tarde, no período dos anos 640 para os anos 660, sob Constante II (r. 641–668). Foi ainda demostrado que, ao contrário da concepção de Ostrogorsky dos temas sendo estabelecidos desde o início como regiões distintas e bem definidas onde um estratego manteve autoridade militar e civil conjunta, o termo théma originalmente parece ter se referido exclusivamente aos exércitos em si, e apenas no final do século VII ou começo do século VIII chegou a ser transferido para os distritos onde estes exércitos estavam acampados também.
Amarrado à questão da cronologia está também a questão de uma transformação militar e social correspondente. A visão tradicional, defendida por Ostrogorsky, sustenta que o estabelecimento dos temas também significa a criação de um novo tipo de exército. Em sua visão, em vez da força antiga, fortemente dependente de mercenários estrangeiros, o novo exército bizantino foi baseado em soldados-agricultores nativos vivendo em propriedades militares arrendadas pelo Estado. Estudiosos mais recentes, porém, postulam que a formação dos temas não constituiu uma ruptura radical com o passado, mas sim uma extensão lógica das tendências preexistente do século VI, e que seu impacto social direto foi mínimo.

### Primeiros temas: anos 640 - anos 770

O Império Bizantino durante a ascensão de. O território listrado mostra a invasão dos árabes

Temas bizantinos por volta de 780, após a divisão do Tema Opsiciano para formar o Tema Bucelário e o Tema dos Optimates

Em algum momento em meados do século VII, provavelmente no final dos anos 630 e 640, os exércitos de campo do império foram retirados para a Anatólia, o único território contíguo remanescente do império, e atribuídos aos distritos que tornaram-se conhecidos como temas. Territorialmente, cada um dos novos temas abrangia várias das antigas províncias, e com poucas exceções, parecem ter seguido as antigas fronteiras provinciais. Os primeiros quatro temas foram aqueles dos Armeníacos, Anatólicos, Tracesianos e o Tema Opsiciano. O Tema Armeníaco (em grego: Θέμα Άρμενιάκων; romaniz.: Thema Armeniakōn), mencionado pela primeira vez em 667, foi o sucessor do exército da Armênia. Ocupou as antigas áreas do Ponto, Armênia Menor e norte da Capadócia, com sua capital em Amaseia. O Tema Anatólico (em grego: Θέμα Άνατολικῶν; romaniz.: Thema Anatolikōn), mencionado pela primeira vez em 669, foi o sucessor do exército do Oriente (em grego: Άνατολῆ; romaniz.: Anatolē). Cobriu centro-sul da Ásia Menor, e sua capital foi Amório. Juntos, estes dois temas formaram a primeira linha de defesa da Anatólia bizantina, margeando a Armênia e Síria muçulmanas respectivamente. O Tema Tracesiano (em grego: Θέμα Θρᾳκησίων; romaniz.: Thema Thrakēsiōn), mencionado claramente pela primeira vez tão tarde quanto ca. 740, foi o sucessor do exército da Trácia, e cobriu a costa centro-oeste da Ásia Menor (Jônia, Lídia e Cária), com sua capital provavelmente em Cona. O Tema Opsiciano (em grego: Θέμα Ὀψικίου; romaniz.: Thema Opsikiou), mencionado pela primeira vez em 680, foi constituído da comitiva imperial (em latim: Obsequium). Cobriu o noroeste da Ásia Menor (Bitínia, Paflagônia e partes da Galácia) e foi sediado em Niceia. Excepcionalmente, seu comandante manteve o título de conde (comes).
Além disso, a grande divisão naval dos carabisianos (em grego: Kαραβισιάνοι; romaniz.: Karabisianoi; de κάραβις, "barco"), mencionada pela primeira vez em 680, foi provavelmente formada dos restos do exército da Ilíria ou, mais provavelmente, do antigo Questorado do exército. Nunca formou um tema próprio, mas ocupou partes da costa sul da Ásia Menor e as ilhas Egeias, com seu estratego sediado provavelmente em Samos. Forneceu o grosso da marinha bizantina, enfrentando as novas frotas árabes, que após a batalha dos Mastros contestou o controle do Mediterrâneo com o império. No evento, os carabisianos provaram-se insatisfatórios nesse papel, e por 720 eles foram debandados em favor de um tema naval plenamente desenvolvido, o dos cibirreotas (em grego: Θέμα Κιβυρραιωτῶν; romaniz.: Thema Kibyrrhaiotōn), que abrangeu as costas sul da Ásia Menor e as ilhas egeias. A parte da região da Trácia sob controle bizantino foi provavelmente constituído como um tema em ca. de 680, como uma resposta à ameaça búlgara, embora por um tempo o comando sobre a Trácia parece ter sido exercido por um conde do Opsiciano. Campanhas sucessivas pelos imperadores da dinastia heracliana na Grécia também levou a recuperação do controle da Grécia Central dos invasores eslavos, e o estabelecimento o Tema da Hélade entre 687 e 695. A Sicília também formou um tema pelo final do século VII, mas as possessões imperiais na Itália continental permaneceram sob o exarca de Ravena ou os duques locais, assim como a África bizantino até o queda de Cartago em 698. Ao mesmo tempo, Creta e o enclave imperial de Quérson, na Crimeia, formaram arcontias independentes.
Assim, pela virada do século, os temas tornaram-se a característica dominante da administração imperial. O grande tamanho e poder deles, contudo, fez seus generais propensos a revolta, como foi evidenciado pelo turbulento período entre 695–715, e novamente durante a grande revolta de Artavasdo em 741–742. A supressão da revolta de Artavasdo anunciou a primeira mudança significativa dos temas anatólicos: o excessivamente poderoso Opsiciano foi quebrado com a criação de dois novos temas, o Bucelário e os Optimates, enquanto o papel da guarda imperial foi assumido por um novo tipo de força profissional, a tagmas imperial.

### Apogeu do sistema, anos 780 - anos 950

Temas bizantinos na Anatólia, ca. 950

A proeminência dos temas, como se concluiu, precede seu estabelecimento como unidade básica do sistema administrativo imperial. Embora tenham se tornado associados com regiões específicas pelo começo do século VIII, levou até o final do século VIII para a administração civil fiscal começar a ser organizada em torno deles, em vez de seguir o sistema provincial antigo. Este processo, resultando no controle unificado sobre assuntos militares e civis de cada tema pelo estratego, foi concluído por meados do século IX, e é o modelo temático mencionado em trabalhos como o Cletorológio e o Sobre a Administração Imperial.
Ao mesmo tempo, a necessidade de proteger o coração anatólico do império dos raides muçulmanos levou a criação, no final do século VIII e começo do século IX, de uma série de pequenos distritos fronteiriços, os clisuras (em grego: κλεισούρα; romaniz.: Kleisoura) ou clisurarquias (kleisourarchiai; desfiladeiros, gabinetes). O termo foi anteriormente usado para significar passagens montanhosas fortificadas com importância estratégica, e agora foi expandido para distritos inteiros que formavam comandos separados sob um clisurarca (em grego: κλεισουράρχη), encarregado de guerrilhas e escaramuças locais para incursões de porte médio e raides. Gradualmente, muitos destes foram elevados para temas completos.

### Transformação e crise do sistema temático, anos 960 - anos 1070

Estrutura administrativa do Império Bizantino em 1025. Os comandos regionais orientais, sob diversos duques ou catepanos, estão delineados. O sul da Itália estava sob a autoridade do catepano da Itália, enquanto a Bulgária, Sérvia e Parístrio estavam frequentemente sob a autoridade de um único catepano

Com o começo das ofensivas bizantinas no Oriente e Bálcãs no século X, especialmente sob os imperadores soldados Nicéforo II Focas (r. 963–969), João I Tzimisces (r. 969–976) e Basílio II Bulgaróctono (r. 976–1025), territórios recém-adquiridos foram também incorporados nos temas, embora estes foram geralmente menores que os temas originais estabelecidos nos séculos VII-VIII.
Neste momento, uma nova classe de temas, os chamados "minor" (μικρὰ θέματα) ou temas "armênios" (ἀρμενικὰ θέματα) aparecem, que fontes bizantinas claramente diferenciam dos tradicionais "grande" ou temas "romanos" (ῥωμαϊκά θέματα). Muitos consistiam meramente de uma fortaleza e seus territórios circundantes, com um estratego júnior (chamado ziruar pelos árabes e zoravar pelos armênios) como um comandante e ca. 1 000 homens, principalmente infantaria, como guarnição deles. Como seus nomes revelam, eles goram principalmente povoados por armênios, nativos ou assentados por autoridades bizantinas. Uma das particularidades deles foi o número extremamente grande de oficiais (só o tema de Carpezício tinha 22 turmarcas seniores e 47 juniores).
Embora bem adequados para defesa, os temas armênios foram incapazes de responder a grandes invasões ou empreender campanhas ofensivas por contra própria. Assim, pelos anos 960, mais e mais regimentos profissionais, tando do antigos tagmas como de formações recém-formadas, foram estacionadas junto da fronteira. Para comandá-los bem como coordenar as forças das pequenas fronteiras dos temas, grandes comandos regionais (ducados ou catepanatos), sob um duque ou catepano, foram criados. No Oriente, os três comandos originais deste tipo, criados por João I Tzimisces, foram aqueles dos duques de Antioquia, Cáldia e Mesopotâmia. Como o império expandiu-se na Grande Armênia no século XI, estes foram complementados ou substituídos pelos comandos da Ibéria, Baspracânia, Edessa e Ani. No mesmo sentido, os temas "armênios" parecem ter sido colocados sob um único estratego em meados do século XI.
A série de imperadores soldados culminando com Basílio II levou a uma situação onde, por volta de 1025, o império estava mais poderoso que qualquer de seus inimigos. Ao mesmo tempo, as forças profissionais móveis dos tagmas aumentaram em importância sobre os antigos exércitos temáticos (e frotas) do interior, que logo começaram a ser negligenciados. De fato, a partir do começo do século XI o serviço militar foi cada vez mais comutado para pagamentos em dinheiro. Enquanto os ducados da fronteira foram capazes de atender a maioria das ameaças locais, a dissolução do antigo sistema defensivo baseado no tema privou a sistema de defesa bizantino de qualquer profundidade estratégica. Juntamente com o aumento da dependência de mercenários estrangeiros e as forças de aliados e estados vassalos, bem como as revoltas e guerras civis resultantes da brecha crescente entre a burocracia civil em Constantinopla e as elites militares latifundiárias (os dínatos), pelo tempo da batalha de Manzicerta em 1071, o exército bizantino já estava passando por uma grave crise e colapsou completamente no rescaldo da batalha.